# Monett

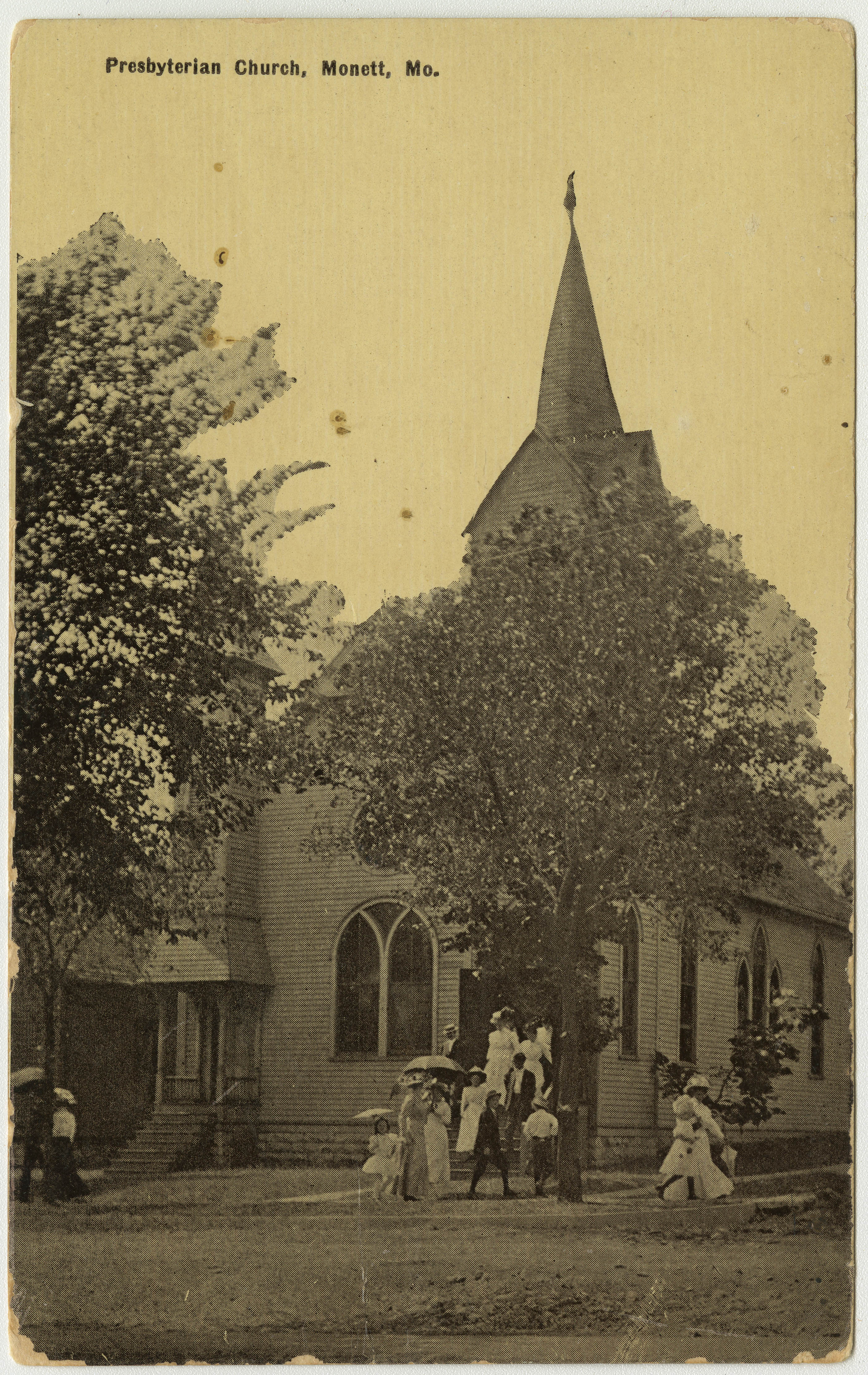

Monett is een plaats (city) in de Amerikaanse staat Missouri, en valt bestuurlijk gezien onder Barry County en Lawrence County.

## Demografie
Bij de volkstelling in 2000 werd het aantal inwoners vastgesteld op 7396.
In 2006 is het aantal inwoners door het United States Census Bureau geschat op 8726, een stijging van 1330 (18,0%).

## Geografie
Volgens het United States Census Bureau beslaat de plaats een oppervlakte van
16,9 km², geheel bestaande uit land. Monett ligt op ongeveer 413 m boven zeeniveau.

## Plaatsen in de nabije omgeving
De onderstaande figuur toont nabijgelegen plaatsen in een straal van 16 km rond Monett.